# Prestonia clandestina
Prestonia clandestina är en oleanderväxtart som beskrevs av J.F. Morales. Prestonia clandestina ingår i släktet Prestonia och familjen oleanderväxter. Inga underarter finns listade i Catalogue of Life.